# Peter Vischer den äldre

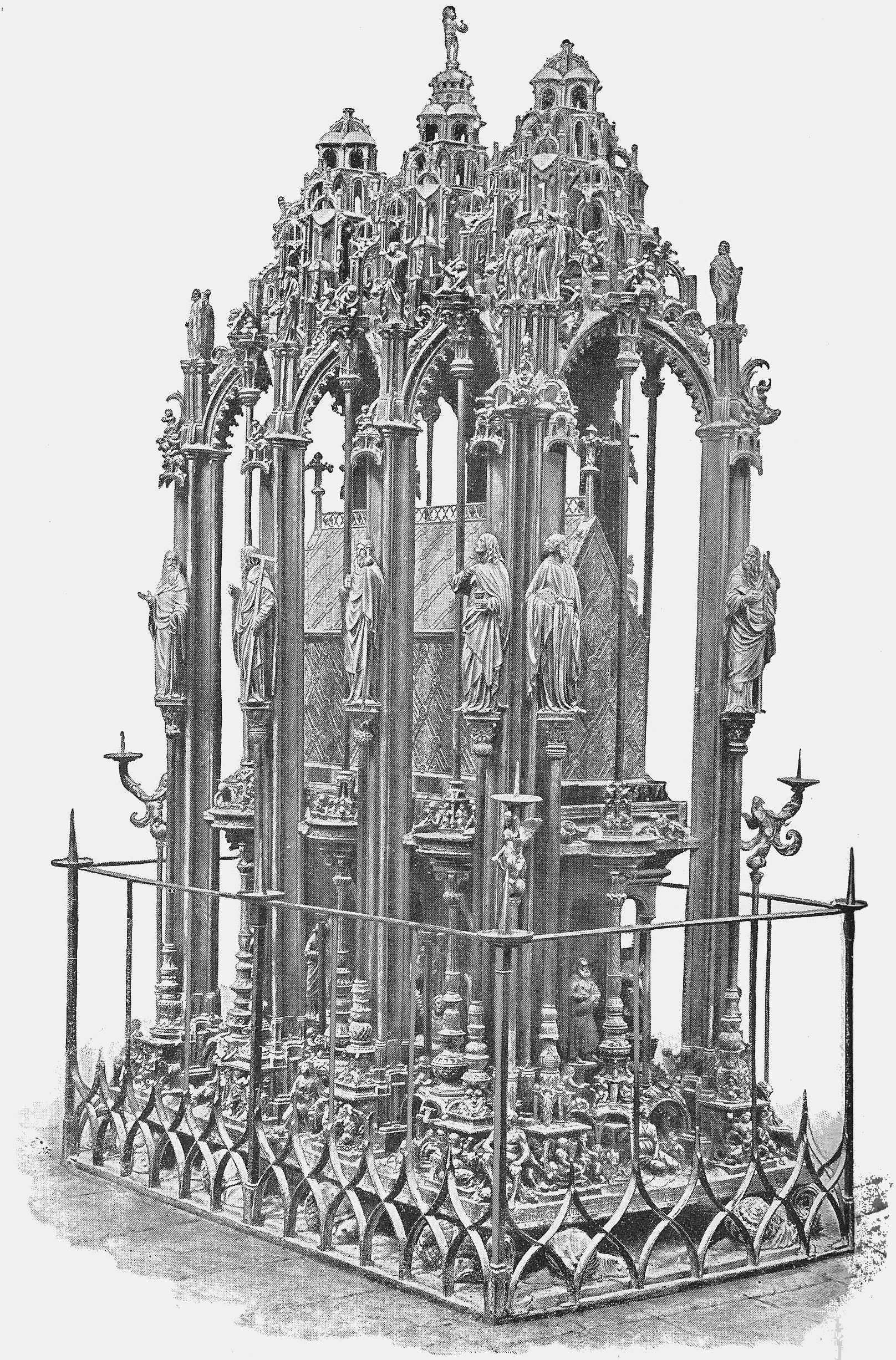
Monument över Sankt Sebaldus i Sebalduskyrkan i Nürnberg.

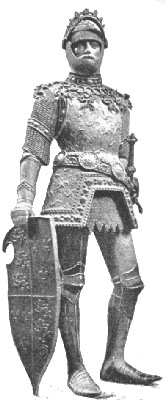
Skulptur föreställande Kung Artur.

Peter Vischer, född omkring 1460, död 7 januari 1529, var en tysk bildhuggare och bronsgjutare, son till Hermann Vischer, far till bland andra Peter och Hans Vischer.
Peter Vischer föddes i Nürnberg och gjorde flera av sina främsta verk i staden. Bland dessa märks särskilt gravvården över Sankt Sebaldus, stadens skyddshelgon, i Sebalduskyrkan i Nürnberg, som han och hans fem söner arbetade med från 1508 till 1519. Ett annat av hans mästerverk är kurfursten Johan Cicero av Brandenburgs gravvård.
Asteroiden 9610 Vischer är uppkallad efter honom.